# The Fletcher Memorial Home
Pistes de The Final Cut
Get Your Filthy Hands Off My Desert Southampton Dock
The Fletcher Memorial Home est une chanson du groupe de rock progressif britannique Pink Floyd. Elle apparaît sur l'album The Final Cut en 1983 et apparaît également dans la compilation Echoes: The Best of Pink Floyd en 2001.
La chanson traite de la vision de la guerre des Malouines par Roger Waters, qui mentionne nommément un grand nombre de dirigeants du monde de l'époque : le président des États-Unis Ronald Reagan, le Premier ministre du Royaume-Uni Margaret Thatcher, le dirigeant soviétique Léonid Brejnev et le Premier ministre israélien Menahem Begin. Waters les décrit tous comme des « tyrans incurables » (incurable tyrants), incapables de comprendre autre chose que la violence ou leur propre visage sur un écran de télévision.
Le narrateur suggère de placer tous ces « bébés qui ont grandi trop vite » (overgrown infants) dans une maison de retraite spéciale, la Fletcher Memorial Home du titre. La dernière phrase propose l'application de la « solution finale » (final solution). 
Comme les deux morceaux qui l'encadrent (Get Your Filthy Hands Off My Desert et Southampton Dock), The Fletcher Memorial Home critique violemment la guerre des Malouines. Pour Waters, ce conflit était une trahison envers les soldats britanniques ayant combattu durant la Seconde Guerre mondiale [réf. nécessaire], et il pensait que les soldats des deux camps, britanniques et argentins, n'étaient que des pions pour leurs dirigeants : la décision de Margaret Thatcher n'était ainsi, selon lui, qu'un moyen de rehausser sa cote de popularité alors en chute libre [réf. nécessaire]. Le morceau évoque également brièvement le communisme et la dictature préméditée en mentionnant « le fantôme de McCarthy » (the ghost of McCarthy) et « la mémoire de Nixon » (the memories of Nixon).
Le Fletcher qui apparaît dans le titre de la chanson est un hommage au père de Roger Waters, Eric Fletcher Waters, qui est mort durant la Seconde Guerre mondiale, lors du débarquement d'Anzio.